# Nadja Scheiwiller
Nadja Scheiwiller (* 15. Mai 1985 in Basel) ist eine Schweizer Musicaldarstellerin.

## Leben
Sie wuchs in Basel auf und schloss ihre Schulausbildung mit der Matura ab. Von 2005 bis 2008 wurde sie in der Joop van den Ende Academy zur Musicaldarstellerin ausgebildet. Sie ist seit 2019 mit dem Sänger und Schauspieler Alexander Klaws verheiratet, die beiden lernten sich 2010 bei den Proben zum Musical Tarzan kennen. Das Paar hat drei gemeinsame Söhne.

## Karriere
Von 2008 bis 2013 spielte sie in dem Disney Musical Tarzan die 2. Besetzung Jane und Cross-Swing, außerdem hatte sie die Position des Assistant Aerial Captains und war für das Flugtraining der Darsteller zuständig. 2013 und 2014 war sie in verschiedenen Theatern als Alex Owens in dem Musical Flashdance zu sehen. Im Sommer 2016 stand sie in dem Musical Saturday Night Fever als Stephanie Mangano auf der Bühne der Freilichtspiele Tecklenburg. 2018 war sie mit Flashdance auf Tournee durch Deutschland und Österreich.

## Engagements
- 2007: Mystisches Musicaldinner, als Solistin, in Berlin
- 2007: Europa Gala, als Solistin
- 2008: Limbo Macchiato, als Solistin
- 2008–2013: Tarzan, als Zweitbesetzung, als Jane, in Hamburg
- 2012–2013: Dir gehört mein Herz, als Solistin
- 2013: Rent, als Mimi Marquez, in Basel
- 2013–2014: Flashdance, als Alex Owens
- 2014: Flashdance, als Alex Owens, in Chemnitz
- 2016: Saturday Night Fever, als Stephanie Mangano, in Tecklenburg
- 2018: Die letzten 5 Jahre, als Cathy, in Köln
- 2018: Flashdance, alternierend Alex Owens, Tourneeproduktion
- 2019: KNIE – Das Circus-Musical, als Showgirl Nina, Dübendorf und Bern (Schweiz)